# Dichotomius semiaeneus
Dichotomius semiaeneus es una especie de escarabajo coprófago del género Dichotomius, subfamilia, Scarabaeinae, orden Coleoptera. Fue descrita por Germar en 1823.

## Distribución
Especie originaria del Neotrópico. Se distribuye por Argentina, Bolivia, Brasil, Perú y Uruguay.

## Sinonimia
- Copris crenatipennis Blanchard, 1845.[2]
- Copris semiaenea Germar, 1823.[2]
- Copris semicuprea Germar, 1823.[2]